# Aeropuerto de Milas-Bodrum

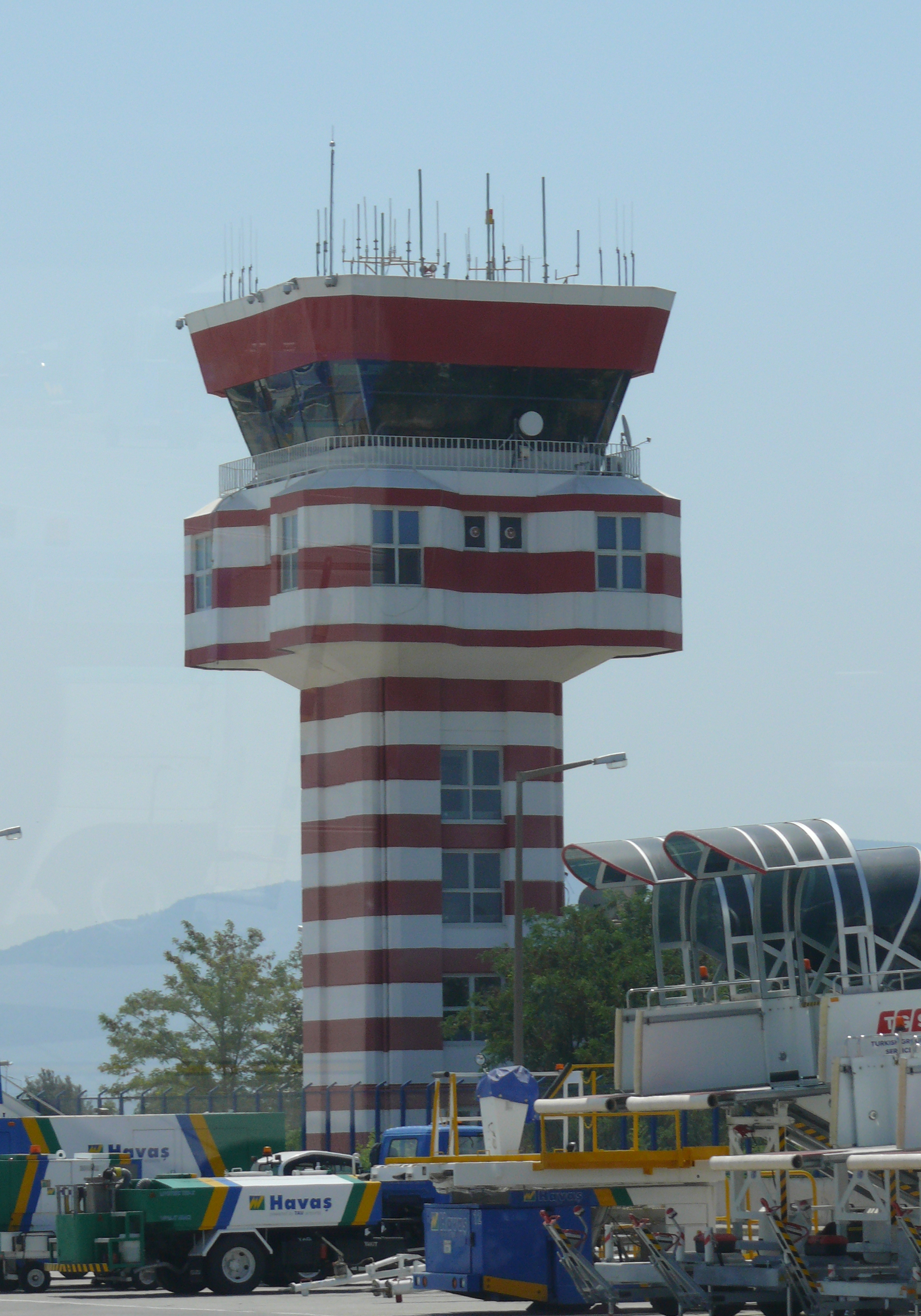
Torre de control del aeropuerto

El Aeropuerto de Milas-Bodrum (IATA: BJV, ICAO: LTFE) es un aeropuerto internacional que sirve a las ciudades turcas de Bodrum y Milas. El aeropuerto está situado 36 km al nordeste de la ciudad de Bodrum y 16 km al sur de Milas.

## Terminales
Un espaciosa nueva terminal internacional fue completada en 2000; después se convirtió en la terminal doméstica en 2012 al concluir la terminal internacional nueva. La terminal vieja, ahora reservado para vuelos domésticos, está junto a la terminal internacional. LA terminal transporta alrededor de 2.5 millones de viajeros por año, y está especialmente ocupada durante los meses de verano, cuando llegan vuelos chárter de toda Europa.
La terminal nueva, diseñada con capacidad de manejar 5 millones de pasajeros al año, abrió en junio de 2012 y la gestión del aeropuerto estuvo transferida a una compañía privada en nombre del Gobierno turco. La terminal es ahora más grande y espaciosa con asientos adicionales y áreas de fumadores. Las mejoras estuvieron hechas en el área de check-in y la terminal internacional antigua fue convertida en una terminal doméstica.

## Aerolíneas y destinos
| Aerolíneas                        | Destinos |
| --------------------------------- | --- |
| Air Moldova                       | Estacional: Chişinău |
| Austrian Airlines                 | Seasonal: Viena |
| Azerbaijan Airlines               | Bakí |
| Aviolet operado por Air Serbia    | Chárter estacional: Belgrado |
| British Airways                   | Londres-Gatwick |
| Bulgaria Air                      | Chárter estacional: Sofía |
| Corendon Airlines                 | Estacional: Eindhoven, Groninga Chárter estacional: Dublín |
| Corendon Dutch Airlines           | Ámsterdam |
| easyJet                           | Estacional: Bristol, Edimburgo, Liverpool, Londres-Gatwick, Londres-Luton, Londres-Stansted                                                                                            |
| Edelweiss Air                     | Estacional: Zúrich |
| Enter Air                         | Chárter: Katowice, Poznań, Varsovia-Chopin, Wrocław |
| I-Fly                             | Chárter estacional: Moscú-Vnukovo |
| Jet2.com                          | Estacional: East Midlands, Edimburgo, Glasgow, Leeds/Bradford, Manchester, Newcastle upon Tyne                                                                                         |
| Lufthansa                         | Frankfurt, Múnich |
| Luxair                            | Estacional: Luxemburgo |
| Nordwind Airlines                 | Chárter: Moscú-Vnukovo |
| Pegasus Airlines                  | Ankara, Estambul-Sabiha Gökçen Estacional: Londres-Gatwick, Londres-Stansted, Manchester, Sofia                                                                                        |
| SunExpress                        | Antalya, Gaziantep, Samsun, Trabzon |
| Transavia                         | Ámsterdam, Eindhoven, Róterdam/La Haya |
| Transavia France                  | Estacional: París–Orly |
| TUI Airlines Netherlands          | Estacional: Ámsterdam |
| TUI Airways                       | Estacional: Belfast International, Birmingham, Bournemouth, Cardiff, East Midlands, Exeter, Glasgow, Londres–Gatwick, Londres–Luton, Londres–Stansted, Manchester, Newcastle upon Tyne |
| TUI fly Belgium                   | Estacional: Bruselas, Lieja, Ostende/Brujas |
| Turkish Airlines                  | Estambul-Atatürk, Estambul-Sabiha Gökçen |
| Turkish Airlines operado por AJet | Ankara |

## Estadísticas
Ver fuente y consulta Wikidata.